# Ligypterus fuscus
Ligypterus fuscus är en insektsart som beskrevs av Lucien Chopard 1920. Ligypterus fuscus ingår i släktet Ligypterus och familjen syrsor. Inga underarter finns listade i Catalogue of Life.